# Gare de Canisy
La gare de Canisy est une gare ferroviaire française, fermée, de la Ligne de Lison à Lamballe, située sur la commune de Canisy, dans le département de la Manche, en région Normandie.
Elle est mise en service en 1878 par la Compagnie des chemins de fer de l'Ouest, et fermée à la fin du XXe siècle par la Société nationale des chemins de fer français (SNCF).

## Situation ferroviaire
Établie à 10 mètres d'altitude, la gare de Canisy est située au point kilométrique (PK) 26,213 de la ligne de Lison à Lamballe, entre les gares ouvertes de Saint-Lô et de Carantilly - Marigny. 

## Histoire
Par décision ministérielle du 14 octobre 1877, la création de la station de Canisy et son emplacement sont déterminés sur la ligne de Saint-Lô à Lamballe, section de Saint-Lô à Coutances, de la Compagnie des chemins de fer de l'Ouest. La « station de Canisy » est mise en service le 30 décembre 1878, lorsque la compagnie ouvre à l'exploitation la section de Saint-Lô à Coutances.

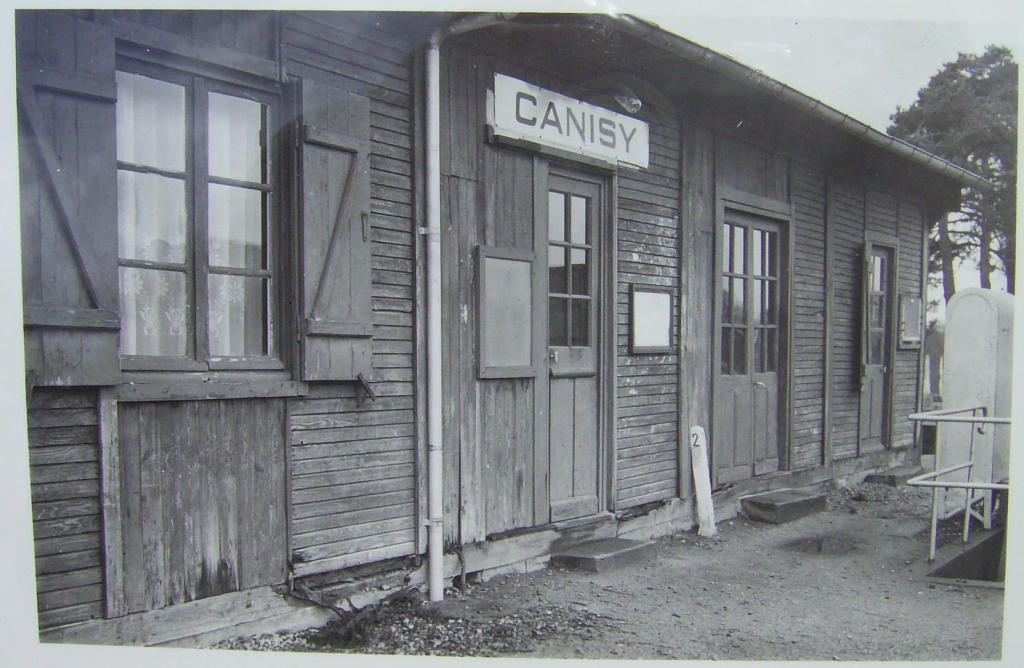
Baraque provisoire après guerre

L'ancien bâtiment-voyageurs est devenu une habitation privée

## Service des voyageurs
La gare de Canisy est fermée.